# Mecca (Automarke)

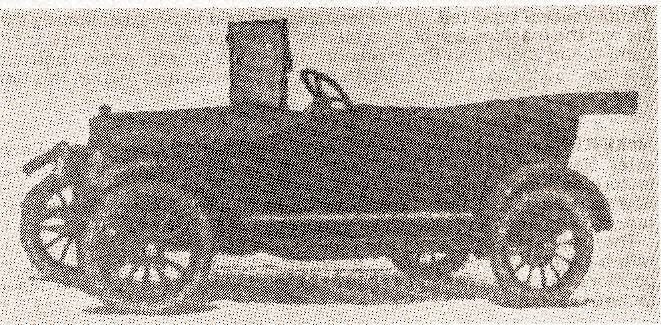
Mecca Thirty (1916)

Mecca war eine US-amerikanische Automarke. Der Wagen wurde 1915 von der Times Square Automobile Company in New York City gebaut, die sich ansonsten mit der Reparatur und dem Verkauf von Gebrauchtwagen beschäftigte. Gebaut wurde der Wagen von der Mecca Motor Car Company in Teaneck (New Jersey).

## Beschreibung
Der Wagen war ein Zweisitzer und wurde von einem Vierzylindermotor mit 1500 cm³ Hubraum angetrieben. Aufgrund des Hubraums war das Fahrzeug kein Cyclecar, obwohl es so genannt wurde. Die Serienproduktion kam nie recht in Gang.
Im Folgejahr entschied sich Time Square zum Bau des größeren Mecca Thirty, der als Roadster, Runabout oder Tourenwagen verfügbar war. Er besaß ebenfalls einen Vierzylindermotor, diesmal aber mit 23 bhp (16,9 kW). Die Princess Motor Car Company in Detroit (Michigan) bekam den Auftrag zum Bau dieses Autos. Groß scheint der Erfolg nicht gewesen zu sein, denn bereits 1917 existierte die Marke nicht mehr.

## Modelle
| Modell   | Bauzeitraum | Zylinder | Leistung         | Radstand | Aufbauten                                               |
| -------- | ----------- | -------- | ---------------- | -------- | ------------------------------------------------------- |
| Cyclecar | 1915        | 4 Reihe  |                  |          | Roadster 2 Sitze                                        |
| Thirty   | 1916        | 4 Reihe  | 23 bhp (16,9 kW) | 2642 mm  | Roadster 2 Sitze, Runabout 2 Sitze, Tourenwagen 5 Sitze |